# Пирамида (бильярд)

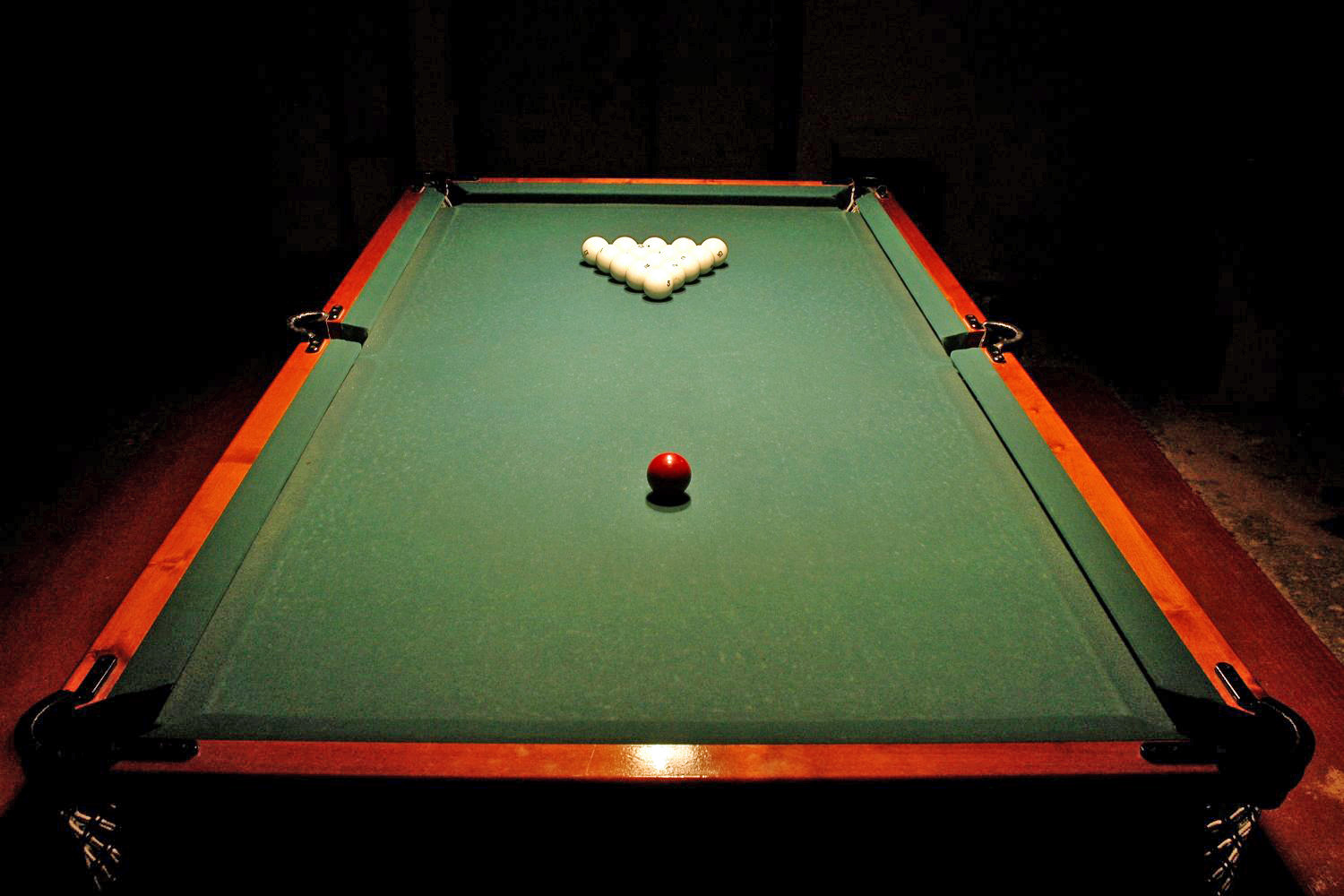
Стол для русского бильярда малых размеров

Пирамида (неофициальное название — «русский бильярд») — разновидность лузного бильярда. Начала формироваться как отдельная разновидность бильярда ориентировочно с XVIII века в России и здесь же исторически получила наибольшее распространение. В настоящее время является самой популярной бильярдной игрой на территории стран бывшего СССР и включает в себя 4 официальных дисциплины: свободную, динамичную, комбинированную и классическую пирамиды.
Важнейшие отличия пирамидального бильярда от остальных:
- Упрощённые правила; в некоторых — бить можно любым шаром по любому шару.
- «Забить свояка» — биток («свой шар»), отразившись от прицельного («чужого»), залетает в лузу. Пул и снукер запрещают забивать ударный шар.
- Зато шары очень велики, что делает бильярд техничной игрой.

## Основные требования к оборудованию

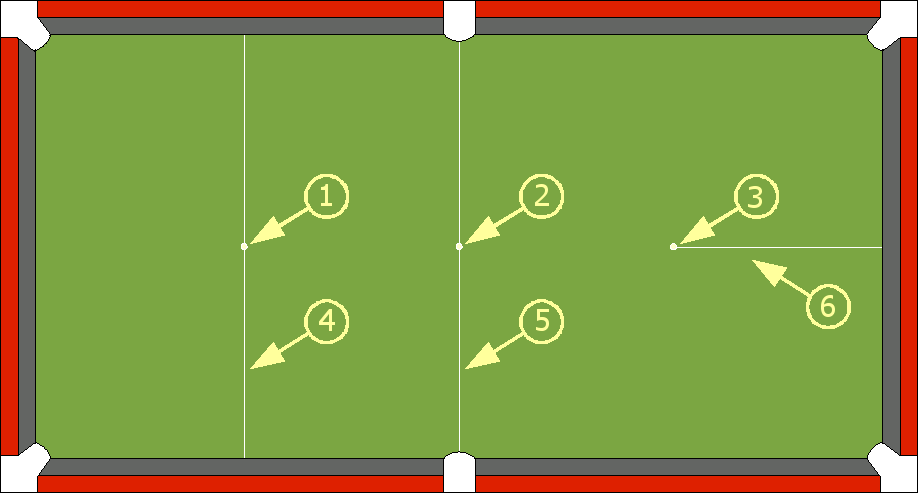
Разметка стола для пирамиды. Отметки: 1 — передняя, 2 — центральная, 3 — задняя. Линии: 4 — дома, 5 — центральная, 6 — выставления шаров.

Основные характерные особенности: относительно крупные шары, незначительно уступающие по размерам створу лузы (диаметр шара — 68-68,5 мм, вес — около 285 г., ширина створа угловой лузы — 72-73 мм; средней лузы — 82-83 мм), все шары — одного цвета (белого) с номерами от 1 до 15, за исключением цветного битка — шара жёлтого или тёмно-красного цвета без номера (при игре в «Свободную пирамиду», «Комбинированную пирамиду» и «Динамичную пирамиду» допускается использование пятнадцати белых шаров без номера). Шары для игры в русский бильярд делают из фенолоальдегидной смолы. Столы бывают разного размера (от 12 футов и меньше), покрыты зелёным сукном. На официальных соревнованиях используются столы размером в 12 футов. На сукне нанесена разметка: центральная отметка, через которую, параллельно коротким бортам стола, проходит центральная линия, делящая стол на переднюю и заднюю половины; передняя отметка (расположена в центре передней половины) и задняя отметка (в центре задней половины). Через переднюю отметку (параллельно короткому борту) проведена линия дома (домом называют пространство от переднего короткого борта до линии дома). От задней отметки к середине заднего короткого борта проведена линия выставления шаров.
Основные размеры столов приведены ниже в таблице. Оборудование для игры и помещения для официальных соревнований должны строго соответствовать официальным требованиям, утверждаемым Международным и Европейским комитетами по пирамиде. В этих требованиях описана масса параметров — от упругости резины, используемой для обкладки бортов, до рекомендуемых фирм-производителей сукна и шаров, количества ламп над игровым столом, температуры и влажности в помещении для соревнований.

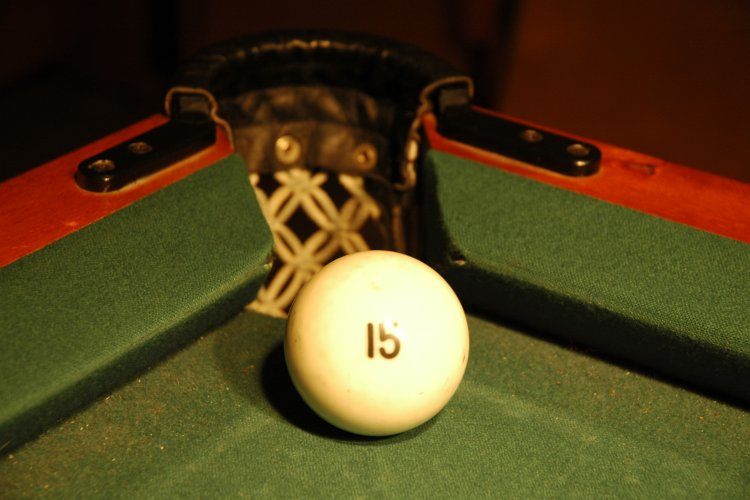
Бильярдный шар около угловой лузы. Обратите внимание на относительные размеры лузы и шара.

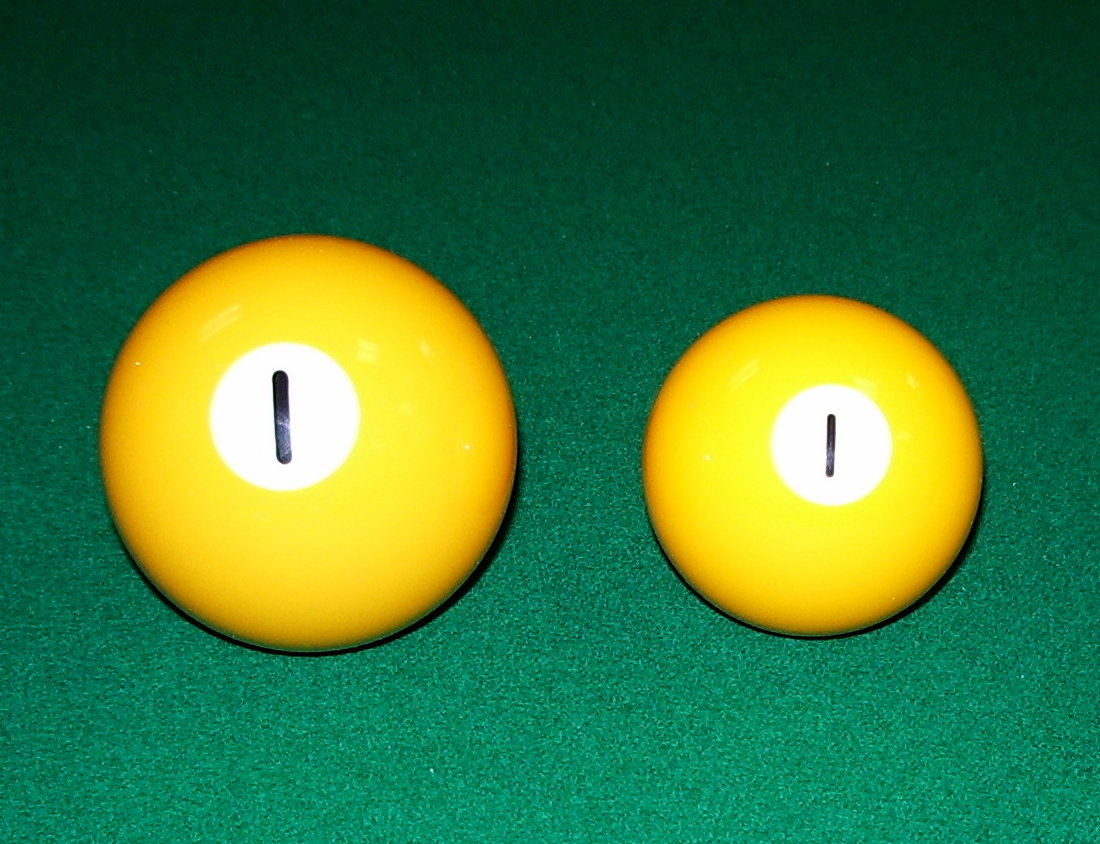
Сравнение размеров шаров для русского бильярда 68 мм (2^{11}⁄_{16} дюйма) и 57 мм (2^{1}⁄_{4} дюйма) для пула

| Стол       | Игровое поле, мм | Габариты стола, мм |
| ---------- | ---------------- | ------------------ |
| 12-футовый | 3550 х 1775      | 3840 х 2060        |
| 10-футовый | 2950 х 1470      | 3240 х 1750        |
| 9-футовый  | 2540 х 1270      | 2830 х 1560        |
| 8-футовый  | 2240 х 1120      | 2530 х 1410        |

## Основные правила

### Свободная пирамида (Американка)
Исходная позиция шаров выглядит следующим образом: пирамида из пятнадцати белых шаров, установленная с помощью стандартного треугольника, расположена так, что передний шар пирамиды находится на задней отметке, а основание пирамиды параллельно короткому борту стола. Биток может находиться в любом месте в пределах дома (но не на линии дома, так как сама она к дому не относится).
После того как пирамида разбита битком, можно выбирать в качестве битка любой шар. Засчитывается попадание в лузу как прицельного шара, так и битка (но обязательно после соударения с прицельным шаром). Игрок, забивший шар в лузу без нарушения правил (сыгравший шар), имеет право сделать следующий удар. Цветной шар, служивший битком при разбое пирамиды, становится обыкновенным шаром и его также можно забивать.
Штрафы налагаются, если игрок выбил шар (хотя бы один) со стола, не попал битком ни по одному из прицельных шаров или каким-либо иным образом произвел удар с нарушением правил (произвел удар без касания пола хотя бы одной ногой, совершил пропих и др.). Если ни один из шаров не сыгран, после соударения битка и прицельного шара как минимум один из них должен:
- коснуться двух разных бортов (или, отразившись от одного борта, довести другой шар до другого борта или коснуться другого шара, стоящего вплотную к другому борту), или
- пересечь центральную линию стола, а затем коснуться как минимум одного любого борта (или довести другой шар до борта, или коснуться другого шара, стоящего вплотную к борту), или
- коснуться одного борта, а затем пересечь центральную линию стола (или перекатить через неё другой шар, или коснуться другого шара, центр которого в момент соударения находился по другую сторону от центральной линии или на центральной линии); в противном случае удар также считается произведенным с нарушением правил и налагается штраф.

В случае нарушения правил соперник нарушителя имеет право после выставления неправильно забитых и выскочивших шаров, а также снятия со стола на свою полку штрафного шара, или сам произвести следующий удар, или уступить его нарушителю. Победившим в партии считается игрок, первым забивший восемь шаров.
В силу относительной простоты правил свободная пирамида наиболее часто используется в кино (например, в знаменитых сценах кинофильмов «Место встречи изменить нельзя», «Новые приключения неуловимых», «Классик») и является самой популярной дисциплиной пирамиды среди любителей.

### Комбинированная пирамида(Московская пирамида, Сибирка)
Главное отличие комбинированной пирамиды (как и динамичной с классической) от свободной пирамиды состоит в том, что в качестве битка всегда используется один и тот же шар (цветной, то есть тот, которым производится и начальный удар). Кроме того, существенным отличием комбинированной пирамиды от всех остальных официальных дисциплин русского бильярда является то, что после сыгрывания битка этот шар выставляется в пределы дома и оттуда же, соответственно, забившим игроком выполняется следующий удар; при этом игрок, забивший такой шар, до следующего удара кладет себе на полку любой другой шар со стола вместо забитого, а сам следующий удар может быть нанесен битком только по шарам, расположенным вне дома (в противном случае налагается штраф). Если после сыгрывания битка за пределами дома не осталось ни одного шара, следующий удар выполняется из «временного» дома, расположенного таким же образом, как и «основной» дом, только на противоположной половине стола.
В случае нарушения правил соперник нарушителя имеет право после выставления неправильно забитых и выскочивших шаров, а также снятия со стола на свою полку штрафного шара, или сам произвести следующий удар, или уступить его нарушителю.

### Динамичная пирамида (Невская пирамида, Питерская пирамида)
Правила схожи с комбинированной пирамидой, но взамен забитого битка играющий получает право на удар битком с руки не «только из дома», а с любого места стола. При этом забивать в лузу после сыгрывания свояка можно только прицельный шар, а в случае, если падает свой — налагается штраф и удар переходит к сопернику, который имеет право поставить биток в любое место стола.
Таким образом, в динамичной пирамиде большую роль играет умение забивать свояка, так как выставив его после забития в любом удобном месте стола, легче забить следующий прицельный шар.

### Классическая пирамида (Русская пирамида)
В отличие от других видов пирамиды, учитывается не количество забитых шаров, а их стоимость. За каждый правильно забитый шар игрок получает количество очков, равное номеру забитого шара, за исключением шара под номером 1, или «туза», стоимостью в 11 очков. К последнему оставшемуся на столе прицельному шару вне зависимости от его номера прибавляется 10 очков. В случае падения в лузу битка налагается штраф и удар переходит к сопернику. За каждое нарушение счет нарушителя уменьшается на 5 очков, а к счету соперника 5 очков прибавляется.
Всего обоим игрокам можно набрать без штрафов 140 очков. Цель игры — первым набрать 71 или более очков. Если оба соперника набирают по 70 очков, последний забитый шар выставляется на заднюю отметку и право следующего удара определяется розыгрышем, после чего игра продолжается с руки из дома до сыгрывания шара или штрафа.
Ещё одной отличительной особенностью классической пирамиды являются «заказные» удары — перед выполнением удара играющий должен заранее объявить конкретный прицельный шар и лузу, в которую он намерен его сыграть. При правильном сыгрывании заказанного шара засчитываются все забитые прицельные шары; если в лузу падет только незаказанный прицельный шар, его выставляют и игра продолжается.

### Неофициальные дисциплины

#### Московская пирамида
Московская пирамида является достаточно популярной неофициальной дисциплиной, все отличия которой от комбинированной пирамиды состоят в том, что после сыгрывания битка шар на полку бьющему выставляет соперник по своему усмотрению, а при наложении штрафа шар выставляется на стол с полки нарушителя (если на полке шаров нет, нарушителю засчитывается минус один шар).

#### Омская пирамида
Одна из недавно изобретенных вариаций игры в пирамиду. Отличается от свободной, среди прочего, тем, что главный шар (цветной, являющийся битком в других играх) ставится в пирамиду в третьем ряду в центре (как чёрный шар в пул-8) и забивается последним. Если главный шар забивается раньше времени, это не проигрыш, а штраф. После этого шар выставляется на заднюю отметку, а игрок выставляет к заднему борту один шар со своей полки. Игра заказная.
| Правило                                                          | Классическая пирамида | Комбинированная пирамида                           | Московская пирамида                              | Динамичная пирамида                                | Свободная пирамида                                 | Омская пирамида                                    |
| ---------------------------------------------------------------- | --- | -------------------------------------------------- | ------------------------------------------------ | -------------------------------------------------- | -------------------------------------------------- | -------------------------------------------------- |
| Какой шар в качестве битка при разбивании?                       | Цветной | Цветной                                            | Цветной                                          | Цветной                                            | Цветной                                            | Белый                                              |
| Какой шар в качестве битка после разбивания?                     | Цветной | Цветной                                            | Цветной                                          | Цветной                                            | Любой                                              | Любой                                              |
| Какой шар можно забивать в лузы?                                 | Только чужой | Свой и чужой                                       | Свой и чужой                                     | Свой (но не с руки) и чужой                        | Свой и чужой                                       | Свой и чужой (цветной шар только восьмым по счёту) |
| После забивания битка, как продолжается игра?                    | Штраф, с руки из дома | С руки из дома                                     | С руки из дома                                   | С руки в любом месте                               | —                                                  | —                                                  |
| Кто выбирает, какой шар забрать на полку, вместо забитого битка? | — | Забивший игрок                                     | Соперник                                         | Забивший игрок                                     | —                                                  | —                                                  |
| В качестве штрафа…                                               | Нарушитель: −5 очков Соперник: +5 очков                                                                                  | Соперник забирает со стола любой шар себе на полку | Нарушитель выставляет на стол шар со своей полки | Соперник забирает со стола любой шар себе на полку | Соперник забирает со стола любой шар себе на полку | Нарушитель выставляет на стол шар со своей полки   |
| Цель игры.                                                       | Набрать ≥71 очков | Набрать 8 очков                                    | Набрать 8 очков                                  | Набрать 8 очков                                    | Набрать 8 очков                                    | Забить цветной шар восьмым                         |
| Как набирать очки?                                               | Сумма номеров забитых шаров (исключение: шар № 1 = 11 очков) (дополнение: +10 очков к последнему забитому на столе шару) | 1 забитый шар = 1 очко                             | 1 забитый шар = 1 очко                           | 1 забитый шар = 1 очко                             | 1 забитый шар = 1 очко                             | 1 забитый шар = 1 очко                             |
| Вид игры «На заказ».                                             | Заказные удары «Шар — луза»                                                                                              | —                                                  | —                                                | —                                                  | —                                                  | Заказные удары «Шар — луза»                        |

## Наиболее известные игроки современности
Ниже приведены списки наиболее известных игроков в пирамиду современности (в данном случае — условного периода с момента образования международного комитета по пирамиде (МКП, с 2013 года — международная конфедерация пирамиды), проведения первого чемпионата мира по версии МКП в 2000 году и по настоящее время) и их достижения на крупнейших соревнованиях МКП, ЕКП (Европейская конфедерация пирамиды).

### Мужчины
- Евгений Сталев  — восьмикратный чемпион мира, в том числе победитель первого чемпионата мира, проводимого международным комитетом по пирамиде (в 2000 году);
- Сергей Крыжановский  — двукратный чемпион мира в свободной пирамиде (2014, 2018), чемпион Европы в свободной пирамиде (2014);
- Иосиф Абрамов  — двукратный чемпион мира в комбинированной пирамиде (2017, 2019), победитель командного чемпионата мира в свободной пирамиде (2017);
- Александр Паламарь  — трехкратный чемпион Европы в свободной пирамиде (2006—2007, 2009), многократный финалист чемпионатов мира в различных дисциплинах;
- Юрий Пащинский  — чемпион мира в свободной пирамиде (2005), чемпион Европы в свободной пирамиде (2008);
- Владислав Осьминин  — двукратный чемпион мира в свободной пирамиде (2012, 2015), чемпион Европы в свободной пирамиде (2012), чемпион суперфинала чемпионата мира в многоборье (2015);
- Дмитрий Белозёров  — чемпион мира в динамичной пирамиде (2018), победитель командного чемпионата мира в свободной пирамиде (2018);
- Ярослав Тарновецкий  — чемпион мира в динамичной пирамиде (2012) и в комбинированной пирамиде (2013);
- Никита Ливада  — чемпион мира в комбинированной пирамиде (2011) и в свободной пирамиде (2013);
- Александр Сидоров  — чемпион мира в комбинированной пирамиде (2016);
- Дастан Лепшаков  — чемпион мира в динамичной пирамиде (2015), финалист чемпионата мира в комбинированной пирамиде (2017);
- Евгений Салтовский  — финалист чемпионата мира в динамичной пирамиде (2015);
- Семен Зайцев  — чемпион мира в свободной пирамиде (2019), победитель командного чемпионата мира в свободной пирамиде (2017);
- Евгений Новосад  — чемпион мира в комбинированной пирамиде (2014), победитель командного чемпионата мира в свободной пирамиде (2015);
- Павел Кузьмин  — финалист чемпионата мира в свободной пирамиде (2010);
- Павел Меховов  — двукратный чемпион мира в свободной пирамиде (2006, 2009);
- Артур Пивченко  — победитель открытого чемпионата Азии в свободной пирамиде (2015), финалист чемпионата мира в свободной пирамиде (2016);
- Каныбек Сагынбаев  — двукратный чемпион мира в динамичной пирамиде (2007, 2014), чемпион мира в свободной пирамиде (2010);
- Евгений Курта  — победитель открытого чемпионата Азии в свободной пирамиде (2009), финалист чемпионата мира в комбинированной пирамиде (2015);
- Алихан Каранеев  — чемпион мира в комбинированной пирамиде (2008) и в свободной пирамиде (2016);
- Ярослав Винокур  — чемпион мира в пирамиде (2003) и свободной пирамиде (2011), чемпион Европы в пирамиде (2005);
- Каныбек Сагындыков  — чемпион мира в европейской пирамиде (2001), пирамиде (2004) и свободной пирамиде (2007);
- Илья Киричков  — чемпион мира в свободной пирамиде (2002).

### Женщины
- Диана Миронова  — восьмикратная чемпионка мира (в свободной пирамиде — 2010—2012, 2014, 2016, 2018, в динамичной пирамиде — 2015, в комбинированной пирамиде — 2017), чемпионка Европы в свободной пирамиде (2014), чемпионка суперфинала чемпионата мира в многоборье (2016), трехкратная победительница командного чемпионата мира в свободной пирамиде (2016—2018);
- Элина Нагула  — чемпионка мира в свободной пирамиде (2019); победительница командного чемпионата мира в свободной пирамиде (2018);
- Анастасия Ковальчук  — финалистка чемпионата мира в свободной пирамиде (2016, 2018) и чемпионата Европы в свободной пирамиде (2014);
- Дарья Михайлова  — чемпионка мира в комбинированной пирамиде (2019);
- Ольга Милованова  — двукратная чемпионка мира в свободной пирамиде (2009, 2013), чемпионка мира в динамичной (2012) и комбинированной (2016) пирамидах, чемпионка Европы в свободной пирамиде (2010), двукратная победительница командного чемпионата мира в свободной пирамиде (2016—2017);
- Екатерина Перепечаева  — чемпионка мира в динамичной пирамиде (2018), победительница командного чемпионата мира в свободной пирамиде (2015);
- Татьяна Максимова  — финалистка чемпионата мира в свободной пирамиде (2012, 2014) и в динамичной пирамиде (2015), финалистка чемпионата Европы в свободной пирамиде (2015);
- Мария Пудовкина  — чемпионка мира в свободной пирамиде (2015);
- Анастасия Луппова  — двукратная чемпионка Европы в свободной пирамиде (2006—2007);
- Алёна Афанасьева  — чемпионка Европы в свободной пирамиде (2008), финалистка чемпионата мира по пирамиде (2005);
- Анна Мажирина  — двукратная чемпионка мира в свободной пирамиде (2005—2006), двукратная чемпионка Европы в пирамиде (2004—2005).
- Елена Бунос  — чемпионка мира в свободной пирамиде (2007), финалистка чемпионата мира в свободной пирамиде (2006);
- Наталья Седых  — чемпионка мира в свободной пирамиде (2008), финалистка чемпионата мира в свободной пирамиде (2010).